# Maszona Środkowa
Maszona Środkowa – prowincja położona w północnej części Zimbabwe. Ma powierzchnię 28 347 km², populacja wynosi 998 265 osób, co stanowi ok. 8,5% liczby mieszkańców całego państwa.

## Informacje ogólne
Stolicą prowincji jest Bindura. Podczas pory deszczowej na przełomie lat 2002/2003 obszar ten doświadczył ulewnych deszczów i olbrzymich powodzi, wraz z innymi prowincjami Zimbabwe.

## Podział administracyjny
Maszona Środkowa jest podzielona na 7 dystryktów:

### Dystrykty
- Bindura
- Centenary
- Guruve
- Mount Darwin
- Rushinga
- Shamva
- Mazowe